# Little Sandy River (Ohio River)
Der Little Sandy River ist ein linker Nebenfluss des Ohio River im US-Bundesstaat Kentucky.
Der Little Sandy River entspringt südwestlich von Sandy Hook im Elliott County. Er durchfließt die Countys Elliott, Carter und Greenup in nordnordöstlicher Richtung und mündet nach 137,4 km bei Greenup in den Ohio River. Entlang seinem Oberlauf verläuft die Kentucky Route 7. Der Fluss passiert den Ort Sandy River und die Kleinstadt Sandy Hook. Anschließend durchfließt der Little Sandy River den Stausee Grayson Lake. Ab Grayson führt die Kentucky Route 1 ein Stück am Fluss entlang.
Oberhalb von Argillite mündet der Claylick Creek, Abfluss des Greenbo Lake, von links in den Little Sandy River. Wenige Kilometer flussabwärts mündet der East Fork Little Sandy River, der größte Nebenfluss, von rechts in den Fluss. Die letzten Kilometer bis zu seiner Mündung wird der Little Sandy River von der Kentucky Route 2 begleitet. Der Fluss weist zahlreiche Mäander auf.